# Часткова змішуваність
Часткова змішуваність (англ. partial miscibility, рос. частичная смешиваемость) — хімічна властивість, що характеризує неповну взаємну розчинність двох рідин, коли при змішуванні їх однакових об'ємів утворюється видимий меніск між двома шарами рідини, але при цьому об'єми шарів не ідентичні з вихідними об'ємами взятих рідин.